# Freimarkt
El Freimarkt (traducido literalmente como "mercado libre") es una de las más antiguas ferias de Alemania, teniendo lugar en la ciudad de Bremen. Surgida en el año 1035, actualmente se la conoce como la feria más grande del norte de Alemania. Tiene lugar las dos últimas semanas de octubre en la zona de los alrededores de la estación central de Bremen ("Bürguerweide") y del palacio de congresos. Ocupa una superficie de 100.000 metros cuadrados y recibe más de 4 millones de visitantes al año.

## Historia
El 16 de octubre de 1035, el emperador Conrado II concedió al obispo Bezelin de Bremen el derecho a celebrar dos veces al año un "Jahrmarkt-Gerechtigkeit" ("Justicia de mercado"). Este mercado permitía vender sus productos no solo a locales, sino también gente externa de la ciudad.
Actualmente, el Freimarkt es una feria de atracciones y ocio en la cual se pueden degustar todo tipo de productos típicos alemanes.

## Curiosidades
Durante el Freimarkt, es típico decir: "Ischa Freimaak!" que en el dialecto de Bremen quiere decir: "El Freimarkt ya está aquí".
- Datos: Q1415509
- Multimedia: Jumble sales / Q1415509